# Borna (Saksonia)
Borna (górnołuż. Borno) – miasto powiatowe w Niemczech, w kraju związkowym Saksonia, w okręgu administracyjnym Lipsk, stolica powiatu Landkreis Leipzig (do 31 lipca 2008 siedziba powiatu Landkreis Leipziger Land).
Borna leży 30 km na południe od Lipska.

## Bibliografia

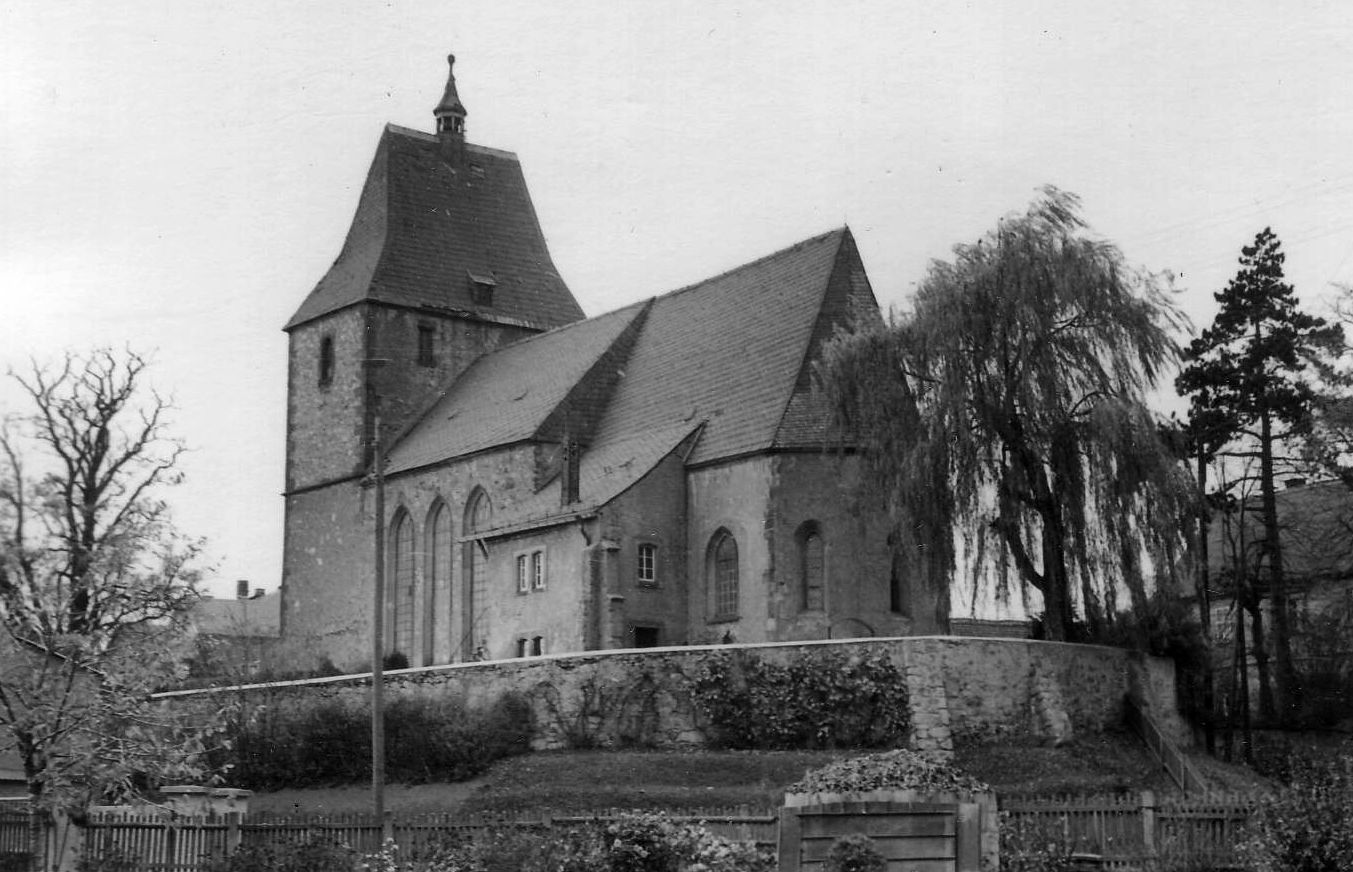
Kościół w dzielnicy Eula
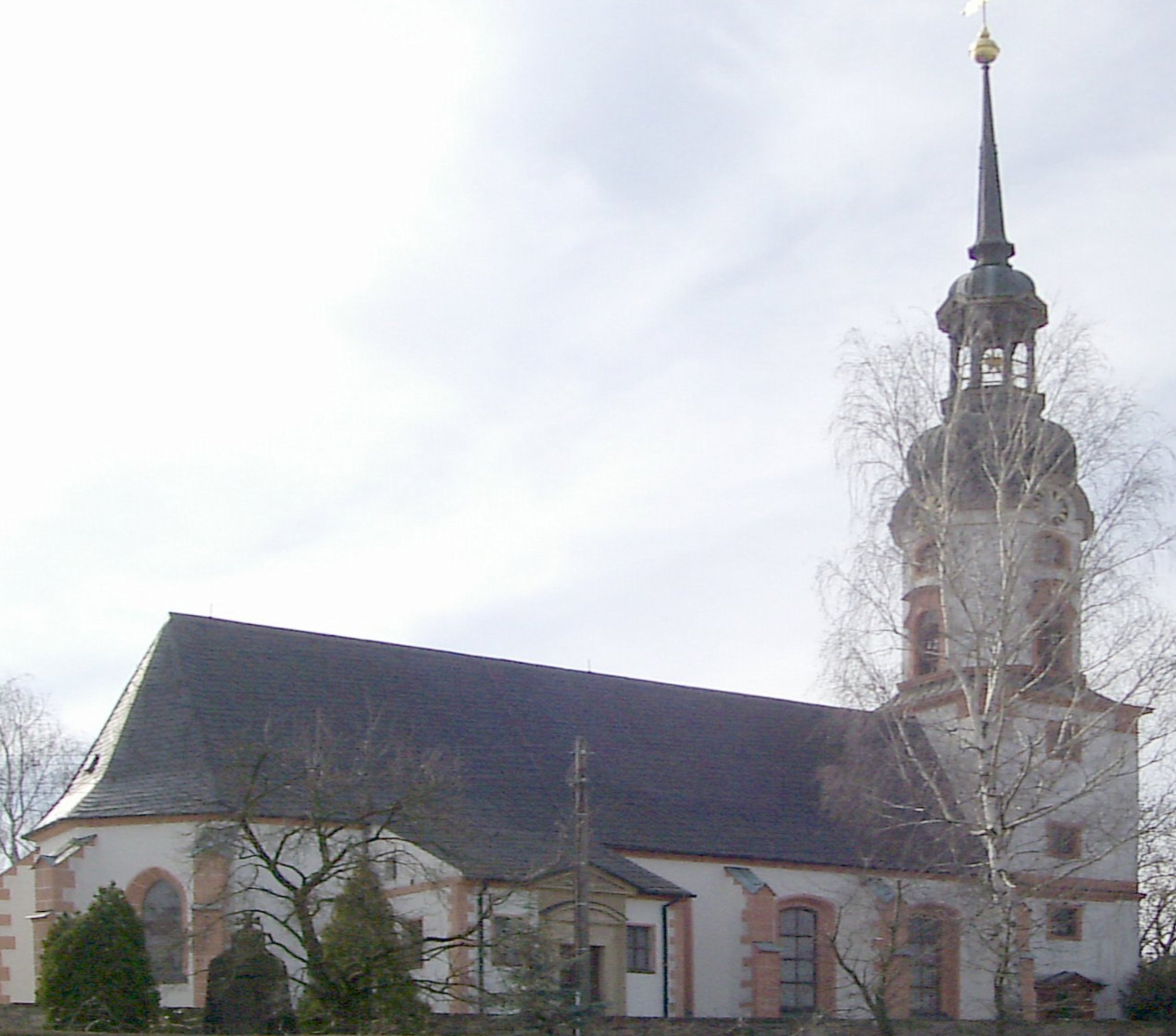
Kościół w dzielnicy Zedtlitzer

## Współpraca
- Étampes, Francja[1]
- Irpień, Ukraina[1]